# Камерный драматический театр (Кострома)
Костромской муниципальный Камерный драматический театр — камерный театр в Костроме.

## Награды
- Дипломант международного театрального фестиваля в г. Тампере. Постановка «Маленький принц» по произведению Антуана Де Сен-Экзюпери (г. Тампере, Финляндия, июнь 1999)
- Дипломант международного театрального фестиваля «Золотая крыша».. Спектакль по пьесе Владимира Орлова «Шалом, солдат» (г. Ярославль, июнь 2000)
- Дипломант общероссийского фестиваля «Многонациональных культур России». Спектакль по пьесе Владимира Орлова «Шалом, солдат» (г. Иваново, октябрь 2000)
- Дипломант третьего международного фестиваля искусств имени Соломона Михоэлса. Спектакль по пьесе Владимира Орлова «Шалом, солдат» (г. Москва, октябрь 2000)
- Дипломант общероссийского фестиваля искусств имени Юрия Плинера. Драма «Кровавая шутка» по мотивам произведения Шолом-Алейхема (г. Казань, май 2001)
- Лауреат четвертого международного фестиваля искусства имени Соломона Михоэлса. Драма «Кровавая шутка» по мотивам произведения Шолом-Алейхема (г. Москва, октябрь 2002)
- Дипломант Всероссийского театрального фестиваля «Театр-му» в рамках программы «Культурная столица Поволжья». Спектакль «Интимная комедия» по пьесе Ноэла Кауарда «Интимная комедия» (г. Димитровград, Ульяновская область, июнь 2003)
- Дипломант третьего международного фестиваля русских театров республик Северного Кавказа и стран Черноморско-Каспийского региона в рамках культурной олимпиады «Сочи 2014» Комедия по одноимённой пьесе Б.Акунина «Святочная комедия или Зеркало Сен-Жермена» (г. Махачкала, сентябрь 2011)
- Дипломант шестого международного фестиваля камерных спектаклей «Ламбушка». Спектакль-шок «Клетка» по пьесе Л.Разумовской «Дорогая Елена Сергеевна» (Петрозаводск, сентябрь 2012)
- Дипломант второго регионального театрального фестиваля для детей и юношества «Тарарам». Сказка по пьесе Д.Урбана «Все мыши любят сыр» (г. Котлас, Архангельская область, июнь 2013)
- Дипломант тринадцатого международного молодёжного театрального фестиваля «Левый берег». Постановка «Демократия» по пьесе И.Бродского (г. Химки, Московская область, апрель 2015)
- Участник цикла «Звёзды из провинции» Центрального Дома Работников Искусств. Спектакль-шок «Клетка» по пьесе Л.Разумовской «Дорогая Елена Сергеевна» (ЦДРИ, Москва, май 2015).
- Дипломант второго открытого фестиваля-лаборатории современного театрального искусства «Верю!» Спектакль-шок «Клетка» по пьесе Л.Разумовской «Дорогая Елена Сергеевна» (г. Астрахань, июнь 2015).
- Дипломант Первого международного фестиваля русской драмы «Смотрины», комедия «Козлёнок в молоке» по одноимённой пьесе Ю. Полякова (г. Москва, ноябрь 2015)
- Лауреат Двенадцатого международного фестиваля молодёжных театров «Тэатральны Куфар». Постановка «Демократия» по пьесе И.Бродского получила специальный приз жюри "Самый актуальный спектакль фестиваля (г. Минск, Белоруссия, декабрь 2015)
- Дипломант Пятого международного театрального фестиваля «Смоленский ковчег». Спектакль «Нас обвенчает прилив…» по пьесе Жана Ануя «Ромео и Жанетта» (г. Смоленск, апрель 2016)
- Дипломант Двадцать второго международного фестиваля «Славянские театральные встречи». Спектакль «Нас обвенчает прилив…» по пьесе Жана Ануя «Ромео и Жанетта» (г. Брянск, май 2016)
- Дипломант Х международного театрального фестиваля «Коляда-plays». Спектакль «Золушка» по сказке Шарля Перро в инсценировке Николая Коляды (г. Екатеринбург, июнь, 2016)
- Дипломант VI международного фестиваля «ПостЕфремовское пространство». Спектакль «Демократия» по одноимённой пьесе Иосифа Бродского (Московская область, сентябрь 2016)
- Второе место на V премии «На Благо Мира» 2020 года в номинации «Театр»[1][2][3][4][5][6][7][8][9][10][11][12][13][14][15][16].

## Гастроли
- Россия — Йошкар-Ола, Чебоксары, Ярославль, Иваново, Кинешма, Орёл, Череповец, Котлас, Рыбинск, Сыктывкар, Владимир, Сочи, Тамбов, Мичуринск, Липецк, Воронеж, Новочеркасск.
- Финляндия — Тампере, Хельсинки, Хювенкяя, Турку, Хаменлина.
- Австрия — Линц, Вена, Зальцбург.
- Германия — Мюнхен, Андекс, Гильхинг.
- Белоруссия — Минск, Гродно, Брест, Гомель, Витебск.

## Труппа

### Режиссёры
- Борис Голодницкий
- Станислав Голодницкий

### Актеры
- заслуженный артист Костромской области Виктор Костицин
- Станислав Голодницкий
- Татьяна Бондик
- Виктория Маркина
- Татьяна Петункина
- Александр Степанов
- Олег Романов
- Александр Малышев
- Николай Снегирев
- Ольга Короткова
- Екатерина Егорова
- Василий Голубев
- Валерий Бахтдавлатов
- Андрей Косарев
- Наталья Кузьминская
- Мария Спасёнова
- Фёдор Щурик
- Андрей Дубоносов
- Сергей Батурин
- Кирилл Кий